# 倪国熙
倪国熙（1937年12月—2025年3月1日），男，浙江鄞县人，中华人民共和国数理统计学家、政治人物，江西师范大学教授，江西省政协原副主席，中国民主同盟中央委员会原常务委员，第八、九、十届全国政协委员。